# Acontiola
Acontiola là một chi bướm đêm thuộc họ Noctuidae. Hiện nó có tên đồng nghĩa là Ozarba